# Distelgallenrüssler

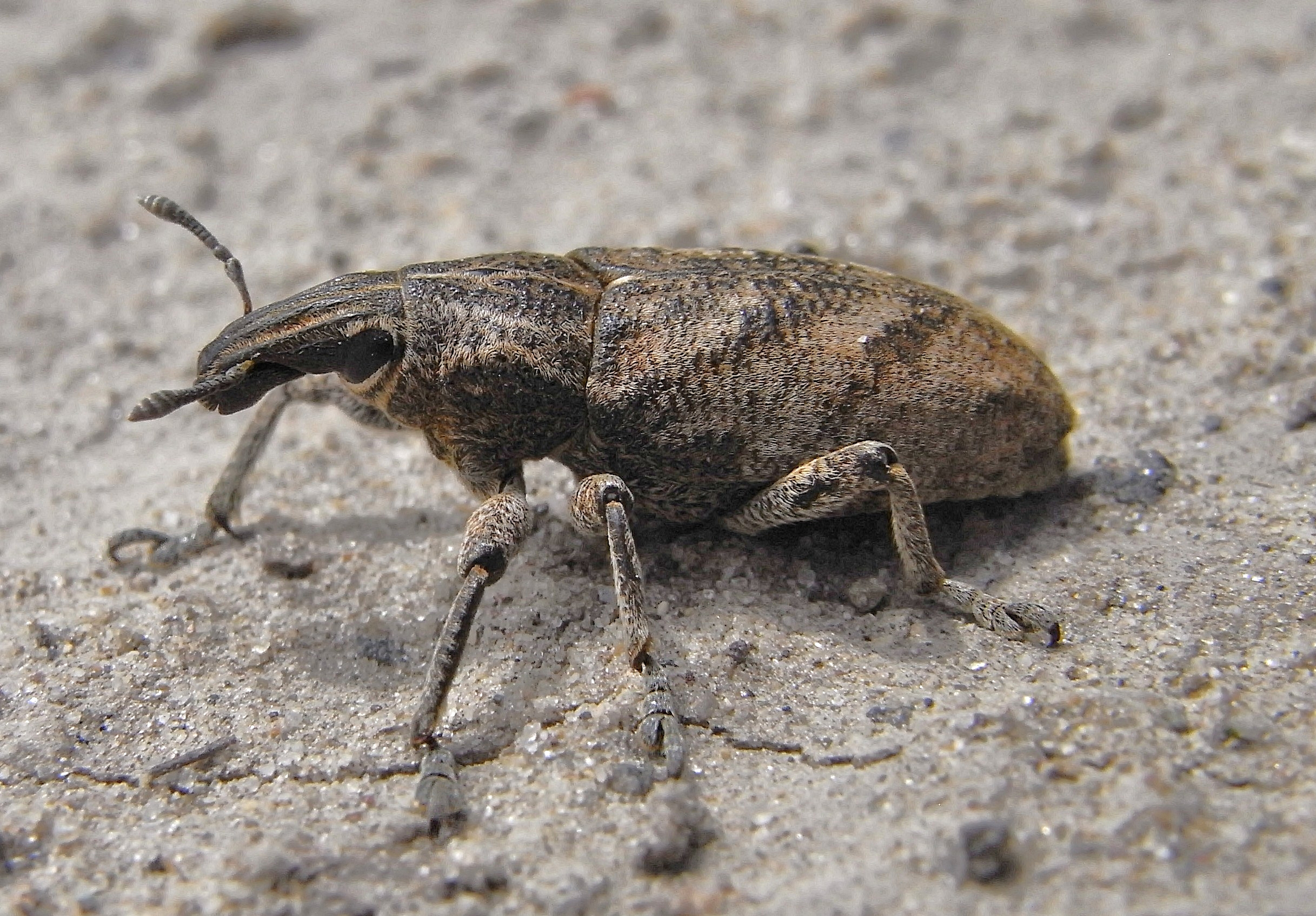
Abb. 1: Seitenansicht

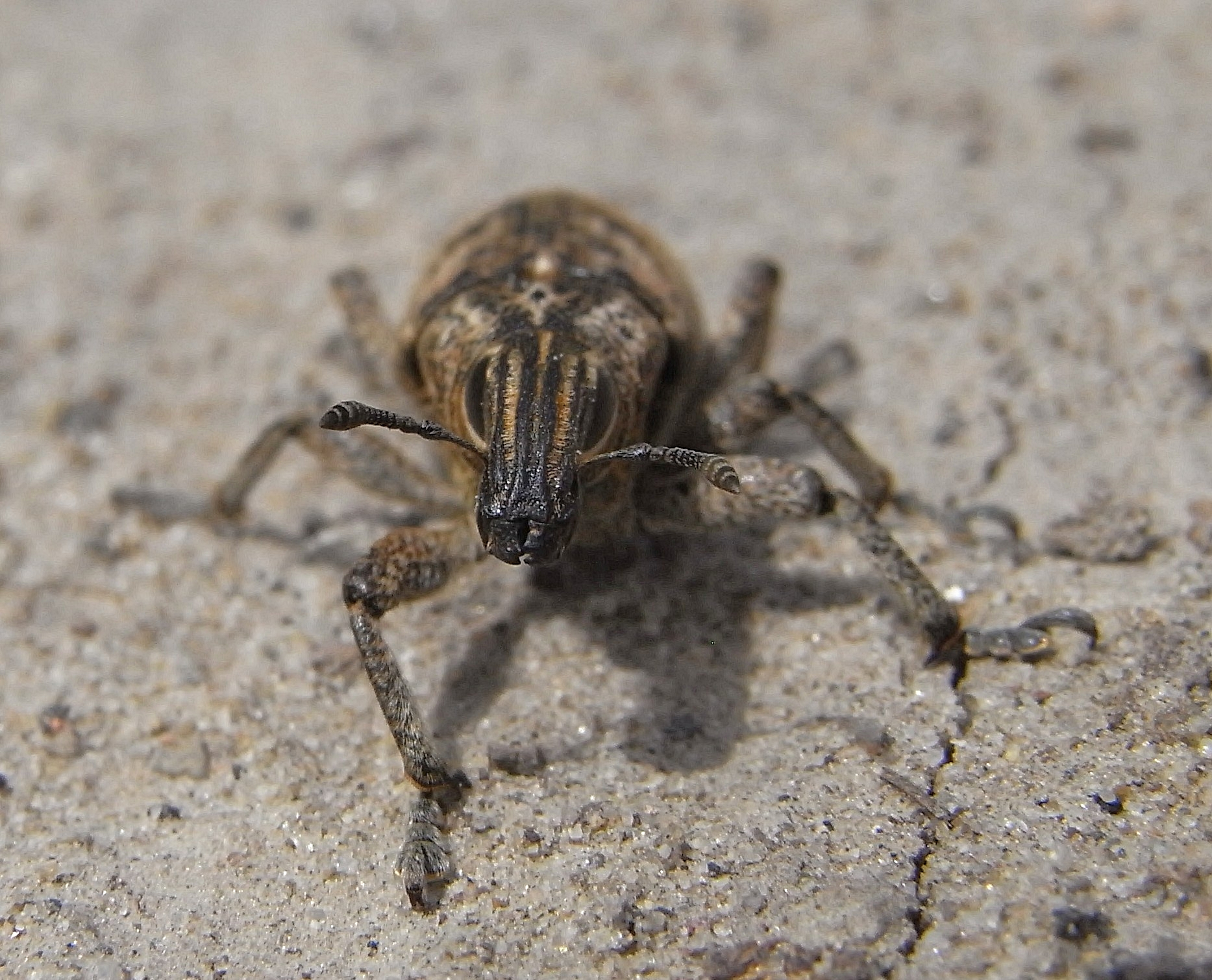
Abb. 2: Frontalansicht

Der Distelgallenrüssler (Cleonis pigra, früher fälschlicherweise piger) ist ein Käfer aus der Familie der Rüsselkäfer und der Unterfamilie Lixinae. Der wissenschaftliche Gattungsname Cleonis ist von altgr. κλέος kléos „Ruhm“ abgeleitet. Der Artname piger (lat.) bedeutet, „langsam“. Der deutsche Name „Distelgallenrüssler“ ist dadurch zu erklären, dass der Larvenfraß in den Distelwurzeln Gallenbildung hervorruft.

## Merkmale des Käfers
Der klobig wirkende schwarze Körper ist dicht weißgrau wollig behaart. Die verwaschene Zeichnung auf Halsschild und Flügeldecken ist auf eine unterschiedlich starke Behaarung und die entsprechend unterschiedliche Sichtbarkeit der dunklen Körperfarbe zurückzuführen. Je mehr die Behaarung abgenutzt wird, desto dunkler erscheint der Käfer. Die Körperlänge schwankt zwischen zehn und sechzehn Millimeter.
Die Mundwerkzeuge liegen auf einer Verlängerung des Kopfes nach vorn, dem Rüssel. Der Rüssel ist kantig und auf der Oberseite abgeflacht. Er ist länger als der restliche Kopf. Auf der Oberseite trägt der Rüssel drei Längsfurchen, von denen die mittlere den Halsschild erreicht. Die Längsfurchen sind hell behaart und durch Kiele getrennt, auch die seitlichen Längsfurchen sind außen durch einen Kiel begrenzt. Es sind also von oben vier Kiele und drei Rinnen sichtbar. Unter dem Seitenkiel entspringt der Fühler, dessen Basis in eine mit 45 Grad nach unten laufende rinnenartige Furche eingelegt werden kann. Diese Fühlerfurche kann von oben nicht eingesehen werden und erreicht noch weit vor den Augen die Unterseite des Rüssels.
Die geknieten Fühler bestehen aus einem außen stark keulig verdickten Schaft, der den vorderen Augenrand kaum erreicht. Es folgt eine dicke siebengliedrige Geißel, an die eine dicht gefügte und langovale Keule anschließt. Das erste Geißelglied ist länger als das zweite. Die rundlichen Augen liegen auf der Kopfseite, sind wenig gewölbt, oval, und viel höher als breit.
Der Halsschild trägt auf jeder Seite zwei mehr oder weniger deutliche helle Längsbinden, eine breitere oben auf der Seite liegend und dazu parallel weiter innen eine schmälere, die etwa in Höhe der Außenkiele des Rüssels entspringt. Der Vorderrand des Halsschildes ist seitlich im unteren Bereich nach vorn erweitert (Augenlappen). Der Halsschild ist meist gekielt, der Kiel vor der Mitte etwas breitgedrückt. Wie die Basis der Deckflügel ist auch der Halsschild mit glänzenden Körnchen besetzt.
Auf jedem Deckflügel befinden sich drei oft undeutliche dunkle Schrägbinden, die mit etwa 45° von vorn außen nach hinten innen auf die Naht zu verlaufen. Das Schildchen ist klein, aber deutlich sichtbar.
Die kräftigen Beine haben viergliedrige Tarsen. Die drei Tarsenglieder sind kurz, das erste am längsten, die beiden anderen etwa gleich lang.

## Biologie
Die Larven entwickeln sich im Wurzelhals verschiedener Distelgewächse (Nickende Distel, Weg-Distel, Gewöhnliche Kratzdistel, Acker-Kratzdistel, Kohldistel, Eselsdistel, Mariendistel, Wollkopf-Kratzdistel) sowie Große und Kleine Klette. Käfer wurden auch aus den Wurzelgallen verschiedener Flockenblumenarten (Centaurea maculosa, Centaurea diffusa, Centaurea arenaria) gezogen. Hauptwirt ist jedoch die Acker-Kratzdistel.
Imagines sind das ganze Jahr über anzutreffen, die neue Generation erscheint im August. Die adulten Tiere überwintern. Die Weibchen legen im folgenden Jahr Mitte April bis Ende Juni ihre Eier in den Wurzelhals, den unteren Stängelbereich oder sogar in die Basis der Mittelrippe der Blätter ab. Die Larven fressen sich in die Wurzel hinunter. Die Wurzel entwickelt um die Fraßstelle eine spindelförmige Galle. Die Verpuppung erfolgt in der Wurzel.
Entsprechend dem Spektrum der Wirtspflanzen trifft man den Käfer zwar häufiger aber nicht ausschließlich in wärmeren und trockeneren Habitaten an.

## Verbreitung
Die paläarktische Art kommt in Europa außer in den nördlichen Teilen Skandinaviens fast überall vor und ist die häufigste Art des Tribus. Im Süden ist sie auch noch in Nordafrika anzutreffen, nach Osten dehnt sich das Verbreitungsareal über Sibirien, die Mongolei und China bis an den Pazifik aus.
Er wurde in Nordamerika eingeführt, um die Acker-Kratzdistel unter Kontrolle zu halten.

## Gefährdung
Die Art gilt in Deutschland als ungefährdet.